# Andrew Bogut
Andrew Michael Bogut (* 28. November 1984 in Melbourne, Victoria) ist ein ehemaliger australischer Basketballspieler.
Bogut wurde von den Milwaukee Bucks im NBA-Draft 2005 an erster Stelle ausgewählt. Er spielte von 2005 bis 2018 in der Liga überwiegend für die Bucks und die Golden State Warriors, mit denen er 2015 die NBA-Meisterschaft gewann. Nach einem kurzen Gastspiel in seiner Heimat Australien für die Sydney Kings kehrte Bogut 2019 in die NBA zurück. Er nahm an drei Olympischen Sommerspielen teil und wurde 2025 in die FIBA Hall of Fame aufgenommen.

## Karriere

### University of Utah
Erstmals internationale Aufmerksamkeit erlangte der Sohn kroatischer Eltern bei der Junioren-Weltmeisterschaft 2003, als er Australien zum Titelgewinn führte und als wertvollster Spieler ausgezeichnet wurde. Anschließend wechselte er vom Australian Institute of Sport, dem er seit 2002 angehört hatte, zur University of Utah in die Vereinigten Staaten. Bogut spielte zwei Jahre für die Basketballmannschaft der Running Utes. In seinem Sophomore-Jahr wurde er zum besten Collegespieler des Jahres ausgezeichnet. Dabei erzielte er durchschnittlich 20,4 Punkte, 12,2 Rebounds, 2,3 Assists und 1,9 Blocks in 35 Spielen.

### Milwaukee Bucks (2005–2012)

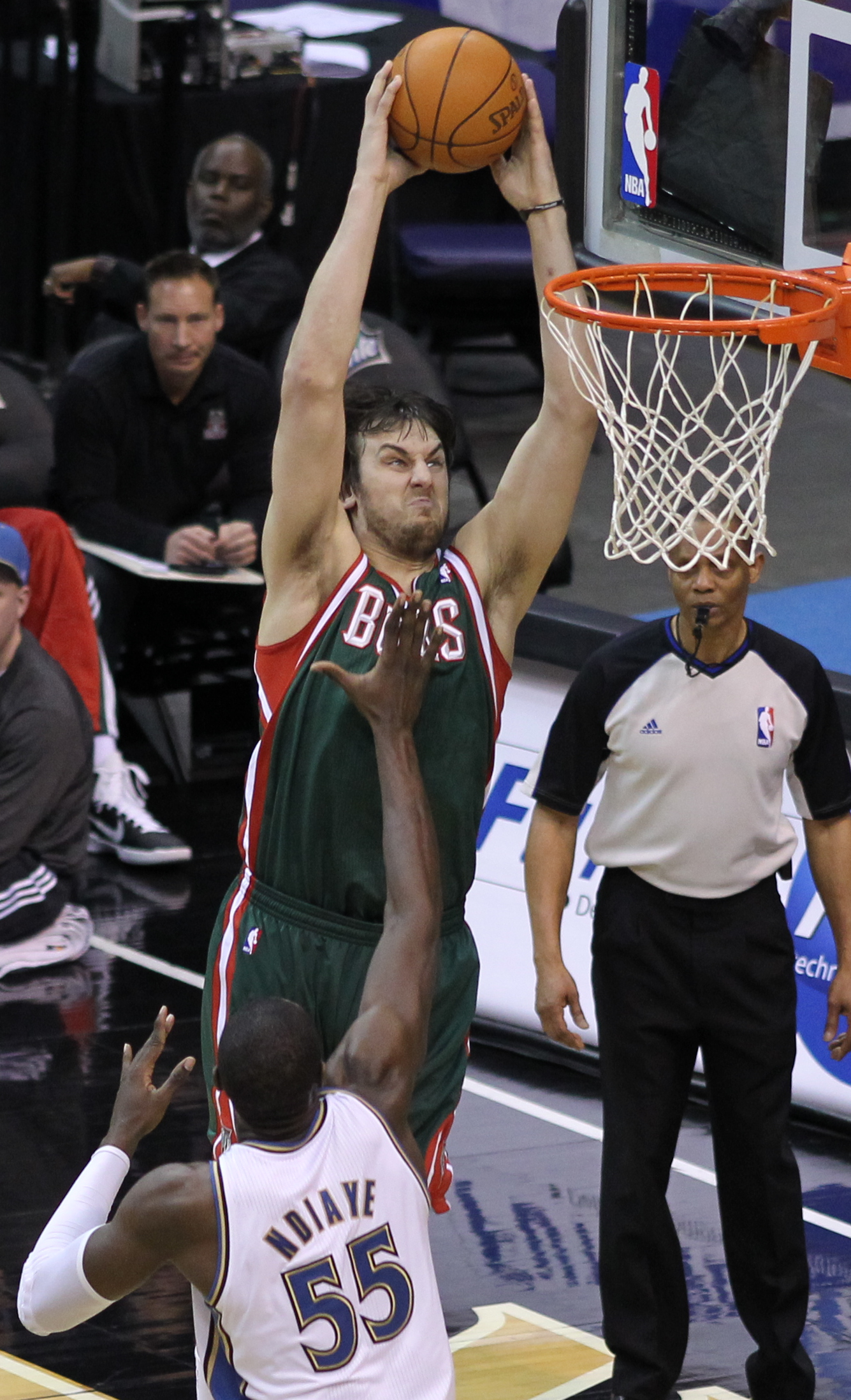
Bogut bei den Milwaukee Bucks, 2011

Bogut wurde im NBA-Draft 2005 an erster Stelle von den Milwaukee Bucks ausgewählt. Er wurde schnell zum Stammspieler und nach seiner ersten Saison ins NBA All-Rookie First Team gewählt. Auch erreichte er mit den Bucks die Play-offs, die er in der Folgesaison trotz Steigerung seiner persönlichen Statistiken verpasste. In der Saison 2007/08 konnte er insbesondere seine Ausbeute im Shotblock steigern. Die Saison 2009/10 war in Bezug auf seine Punkteausbeute (15,9 Punkte/Spiel) seine beste in der NBA, des Weiteren erreichte 10,2 Rebounds und 2,5 Blocks je Begegnung. Er erhielt eine Berufung in das All-NBA Third Team.
Nachdem er aufgrund einiger Verletzungen zur Saison 2011/12 nicht an seine alten Leistungen anknüpfen konnte und nur zwölf Spiele absolvierte, wurde Bogut von den Bucks zu den Golden State Warriors, im Austausch für Monta Ellis, transferiert. In sieben Jahren bei den Bucks brachte es Bogut auf 12,3 Punkte, 9,3 Rebounds und 1,7 Blocks pro Spiel. Er erreichte mit der Mannschaft jedoch nur 2006 die Play-offs.

### Golden State Warriors (2012–2016)
Bei den Golden State Warriors setzte er ebenfalls einen Großteil der Saison 2012/13 aus und absolvierte nur 32 Spiele. Zur Saison 2013/14 präsentierte sich Bogut wieder fit und konnte an 67 Spielen teilnehmen, in denen er stets in der Anfangsaufstellung stand und im Schnitt 7,3 Punkte sowie zehn Rebounds je Einsatz verbuchte. Mit den Kaliforniern erreichte er die Play-offs, wo man in der zweiten Runde ausschied. Auch im Spieljahr darauf absolvierte Bogut wieder 67 Spiele und erzielte dabei 6,3 Punkte, 8,1 Rebounds und 1,7 Blocks pro Spiel. Für seine gute Verteidigungsleistung wurde er in das NBA All-Defensive Second Team berufen. Mit den Warriors gewann er 2015 die NBA-Meisterschaft.

### Dallas Mavericks, Philadelphia 76ers und Los Angeles Lakers (2016–2018)
Im Juli 2016 wurde Bogut von den Warriors zu den Dallas Mavericks transferiert, um finanziellen Spielraum für die Verpflichtung von Superstar Kevin Durant zu haben. Im Gegenzug erhielten die Warriors Rechte für einen zukünftigen Draft-Pick. Bogut wurde nach einem halben Jahr zu den Philadelphia 76ers transferiert. Im Gegenzug wechselte Nerlens Noel zu den Mavericks.
Nachdem die 76ers ihn freigegeben hatten, wechselte Bogut einige Tage später zu den Cleveland Cavaliers.
Am 19. September 2017 unterschrieb Bogut bei den Los Angeles Lakers. Er absolvierte 24 Saisonspiele, ehe er im Januar 2018 von den Lakers entlassen wurde. Während dieser Zeit erzielte er die bislang schlechtesten statistischen Werte seiner NBA-Zeit (1,5 Punkte und 3,3 Rebounds im Schnitt). Er gab im April 2018 bekannt, nicht mehr in die NBA zurückkehren zu wollen und bei seiner schwangeren Frau in Australien zu bleiben.

### Sydney Kings (2018 bis 2019)
Im April 2018 unterzeichnete Bogut einen Vertrag bei den Sydney Kings in Australien. Bei den Kings wurde er nach einer Saison als MVP und bester Verteidiger der australischen National Basketball League (NBL) ausgezeichnet. Mit den Kings erreichte er das Halbfinale, wo man Melbourne United unterlag. In 30 NBL-Spielen erzielte Bogut 11,4 Punkte, 11,6 Rebounds, 3,4 Assists und 2,7 Blocks pro Spiel.

### Rückkehr zu den Golden State Warriors (2019)
Nachdem die NBL-Saison zu Ende war, unterschrieb Bogut am 6. März 2019 einen Vertrag bei den Golden State Warriors, für die er schon von 2012 bis 2016 aktiv war. Er bestritt bis zum Saisonende elf Begegnungen, in denen er im Schnitt auf 3,5 Punkte sowie 5 Rebounds kam.
Anfang Dezember 2020 trat Bogut als Leistungssportler zurück.

## Nationalmannschaft
Mit der australischen Nationalmannschaft nahm Bogut an den Olympischen Spielen 2004, 2008 und 2016 sowie der Weltmeisterschaft 2006 teil. Er bestritt 80 A-Länderspiele für sein Land. Bei Olympia 2004 (13,7 Punkten je Begegnung) und Olympia 2008 (12,7 Punkte je Begegnung) war er jeweils zweitbester Werfer der australischen Auswahl. Beim olympischen Turnier in Rio de Janeiro kam er auf 9,1 Punkte je Einsatz und damit den drittbesten Wert innerhalb seiner Mannschaft.